# Shiv Shankar Mukherjee
Shiv Shankar Mukherjee es un diplomático, indio retirado.
Shiv Shankar Mukherjee fue educado en Agra y Nueva Delhi.
Estudió Licenciatura y Maestría en Ciencias Químicas por la Universidad de Delhi.
En 1971 entró al servicio Exterior de la India.
Su carrera de servicio incluido en las misiones en 1977: Damasco, Lusaka, Washington, D C Bruselas.
También ha servido como el portavoz del Ministerio de Relaciones Exteriores de la India y como director general del Consejo Indio de Relaciones Culturales.
Del 21 de marzo de 1990 al 02 de enero de 1993 fue  Alto Comisionado en Windhoek.
De 1998 al 25 de noviembre de 2000 fue embajador en El Cairo.
Del 25 de noviembre de 2000 al 23 de septiembre de 2004  fue Alto Comisionado en Pretoria y fue acreditadoe como embajador en Windhoek.
De 06 de octubre de 2004 al 23 de abril de 2008 fue embajador en Katmandú.
Del 23 de abril de 2008 a agosto de 2009 Alto Comisionado en Londres.
En 2009 fue retirado.